# Haltere la Jocurile Olimpice de vară din 2024 - masculin 61 kg
Proba de haltere categoria 61 de kg masculin de la Jocurile Olimpice de vară din 2024 de la Paris a avut loc la data de 7 august 2024, la Paris Expo Porte de Versailles.

## Program
Orele sunt ora Franței (UTC+1) 
| Data                    | Oră   |
| ----------------------- | ----- |
| Miercuri, 7 august 2024 | 15:00 |

## Rezultate
Rezultate finale.
| Loc | Sportiv             | Țară                       | Smuls (kg) | Smuls (kg) | Smuls (kg) | Smuls (kg) | Aruncat (kg) | Aruncat (kg) | Aruncat (kg) | Aruncat (kg) | Total |
| Loc | Sportiv             | Țară                       | 1          | 2          | 3          | Rezultat   | 1            | 2            | 3            | Rezultat     | Total |
| --- | ------------------- | -------------------------- | ---------- | ---------- | ---------- | ---------- | ------------ | ------------ | ------------ | ------------ | ----- |
| 1   | Li Fabin            | China                      | 137        | 140        | 143        | 143 RO     | 167          | 167          | 172          | 167          | 310   |
| 2   | Theerapong Silachai | Thailanda                  | 127        | 130        | 132        | 132        | 167          | 169          | 171          | 171          | 303   |
| 3   | Hampton Morris      | Statele Unite ale Americii | 122        | 125        | 126        | 126        | 168          | 172          | 178          | 172          | 298   |
| 4   | Aniq Kasdan         | Malaezia                   | 126        | 130        | 130        | 130        | 167          | 174          | 174          | 167          | 297   |
| 5   | Morea Baru          | Papua Noua Guinee          | 118        | 122        | 122        | 118        | 150          | 157          | 161          | 161          | 279   |
| 6   | Shota Mishvelidze   | Georgia                    | 114        | 121        | 128        | 121        | 125          | 135          | 150          | 135          | 256   |
| 7   | Kaimarui Erati      | Kiribati                   | 95         | 100        | 100        | 100        | 120          | 120          | 124          | 120          | 220   |
| —   | Eko Yuli Irawan     | Indonezia                  | 135        | 135        | 139        | 135        | 162          | 162          | 165          | —            | NT    |
| —   | Ivan Dimov          | Bulgaria                   | 134        | 134        | 135        | —          | —            | —            | —            | —            | NT    |
| —   | Sergio Massidda     | Italia                     | 132        | 134        | 134        | —          | —            | —            | —            | —            | NT    |
| —   | Trịnh Văn Vinh      | Vietnam                    | 128        | 128        | 128        | —          | —            | —            | —            | —            | NT    |
| —   | John Ceniza         | Filipine                   | 125        | 125        | 125        | —          | —            | —            | —            | —            | NT    |